# ۴۳۷ (قمری)
992 714 437 46
۴۳۷ (قمری)، چهارصد و سی و هفتمین سال در گاهشماری هجری قمری است. اول محرم این سال برابر با بیست و پنجم ژوئیه سال ۱۰۴۵ میلادی است.